# Dilluns (setmanari)
Dilluns era un setmanari que es va començar a publicar el 24 d'abril del 1933 i va acabar el 6 de novembre del 1933. La seva redacció i administració es trobava al C. Governador González, 20 de Tarragona i s'imprimia a l'impremta de Josep Pijuán.

## Història
Antoni Brunet i Magrané, fundador de Dilluns, després de tancar l'hebdomadari "El temps" va voler crear una publicació els dilluns a la tarda on informés dels actes celebrats a la ciutat com, per exemple, els esportius. Aquest diari era de caràcter nacionalista i, per això, dedica molta atenció a aspectes del nacionalisme català, basc o gallec, notícies sobre la política de l'Estat i notícies d'àmbit local.
Al número 1 es pot llegir:
| « | Amb 'Dilluns' aspirem a satisfer l'afany de notícies que setmanalment persisteix i que constitueix una necessitat fins ara no superada per la premsa local. Amb 'Dilluns' projectem també donar la ressonància d'un altaveu al sentit de catalanitat íntegra i sincera que informa el pensament d'una gran massa de conciutadans nostres. Venim a servir un ideari nacional ple de contingut democràtic i a ajuntar la nostra veu als qui propugnen per una més justa ordenació social. | » |

El setmanari era finançat pel metge-oculista Font i Cabot.
Entre els seus col·laboradors literaris i podíem trobar: Maspons i Anglosell, Josep Martí, Àngel Marqués Betllevel, M. Recasens-Montesinos, Magí González, Manuel Comes i Segura entre d'altres.
Com s'explica a Tarragona i la seva premsa (Volum 1) ja hi va haver intents de crear diaris de tarda a Tarragona com "La Tarde" o "Los Lunes de Tarragona" però cap dels dos va triomfar i no van tenir acceptació.

## Aspectes tècnics
Aquest setmanari podia tenir 8, 4 o 3 pàgines amb 3 columnes (encara que el primer número en tenia 4). El Dilluns sortia cada dilluns a la tarda i tenia un preu de 10 cèntims el número. La mida del format era de 39x27 cm i es podien veure il·lustracions sobretot de productes de propaganda i dibuixos del Passeig arqueològic.